# Federação Internacional de Hóquei no Gelo
A Federação Internacional de Hóquei no Gelo (conhecida internacionalmente como IIHF, e como FIHG na forma aportuguesada) foi fundada em 1908 como Ligue Internationale de Hockey sur Glace e é o órgão responsável pelo hóquei no gelo e in-line no mundo. Têm sede em Zurique, Suíça e têm 66 membros. É responsável pela organização de torneios internacionais dos dois esportes, e também pelo ranking mundial.
Apesar de sua autoridade no mundo todo, a federação têm um mínimo de influência na América do Norte onde a NHL é a principal organização; porém, têm grande influência na Europa. Canadá e Estados Unidos são os únicos membros que têm suas próprias regras.

## Torneios
A federação organiza anualmente vários torneios, nas seguintes categorias:
- Campeonato Mundial de Hóquei no Gelo
- Campeonato Mundial de Hóquei no Gelo Sub-20
- Campeonato Mundial de Hóquei no Gelo Sub-18
- Campeonato Mundial Feminino de Hóquei no Gelo
- Campeonato Mundial Feminino de Hóquei no Gelo Sub-18
- Campeonato Mundial de Hóquei em Linha
- Lista de membros da Federação Internacional de Hóquei no Gelo
- Ranking Mundial de Hóquei no Gelo